# Dame Edna
Dame Edna, egentlig Dame Edna Everage, var en fiktiv australsk megastjerne, der spilledes af Barry Humphries (1934−2023). Som Dame Edna skrev Barry Humphries flere bøger og var vært i flere TV-shows.
Skønt Barry Humphries tilkendegav, at Dame Edna var en karakter, han spillede, nægtede Dame Edna kategorisk at blive defineret som en fiktiv person eller drag, og omtalte i stedet Humphries som sin iværksætter eller manager. Dame Edna skal ved flere lejligheder have givet udtryk for afsky over for mænd, der optræder som kvinder i underholdningsøjemed.
Karakteren Dame Edna, der optrådte første gang i 1955, er enke med tre voksne børn, datteren Valmai, og sønnerne Bruce samt designeren og homøopaten, Kenny. Valmai er den eneste af Dame Ednas børn, der er blevet set offentligt. Dame Ednas moder befinder sig på et plejehjem, et sted Dame Edna omtaler som et maximum-security twilight home for the bewildered.
Dame Edna sekunderes ofte af Madge Allsop (spillet af Emily Perry, 1907-2008), der sagde aldrig noget, skønt hun ofte var genstand for Dame Ednas humoristiske indfald. Skal man tro Dame Edna, var Madge en af hendes brudepiger.
Ifølge Dame Ednas selvbiografi er hendes fødenavn Edna May Beazley, og hun er født i den lille australske by Wagga Wagga i New South Wales. Hun startede sin karriere den 19. december 1955 som en helt almindelig australsk husmoder (average Australian housewife). Da Dame Ednas mand, Norman Stoddard Everage, døde af prostatakræft, grundlagde hun en velgørenhedsorganisation ved navn Friends of the Prostate. ligesom hun tog initiativ til The World Prostate Olympics.
Ved siden af sine optrædener på scenen, i TV og på film, var Dame Edna også en hyppig gæst blandt verdens politiske ledere og det internationale jetset.
Den 7. marts 2007 blev gaden Brown Alley i Melbourne omdøbt til Dame Edna Place, med officiel indvielse ved Melbournes overborgmester, John So.

## Filmografi
Et udpluk af Dame Ednas optrædener på film og i TV:
- 2003 – Dame Edna – Live at the Palace (TV)
- 2002 – Nicholas Nickleby
- 2000 – Ally McBeal (TV)
- 1987 – The Dame Edna Experience (TV)